# Lisieux Coelho
Lisieux Coelho ou Lisiê Coelho (Paulistana, ) é uma política brasileira.
Foi eleita deputada estadual no Piauí (2015-2018), pelo Partido Trabalhista Brasileiro (PTB) É casada com o político Luís Coelho, ex-prefeito de Paulistana (Piauí).